# Gösta Risberg
Gösta Risberg (* 21. Mai 1919 in Gamleby församling, Kalmar län; † 26. Dezember 1997 in Linköping) war ein schwedischer Hürdenläufer, der sich auf die 110-Meter-Distanz spezialisiert hatte.
Bei den Leichtathletik-Europameisterschaften 1946 in Oslo wurde er Vierter in 15,2 s.
Im selben Jahr wurde er schwedischer Meister. Seine persönliche Bestzeit von 14,9 s stellte er am 24. August 1946 in Oslo auf.